# Bongaigaon
Bongaigaon (en asamés: বঙাইগাঁও ) es una localidad de la India, centro administrativo del distrito de Bongaigaon, estado de Assam.

## Geografía
Se encuentra a una altitud de 58 m s. n. m. a 194 km de la capital estatal, Dispur, en la zona horaria UTC +5:30.

## Demografía
Según estimación 2010 contaba con una población de 70 070 habitantes.